# 吉隆坡JW万豪酒店
吉隆坡JW万豪酒店（英語：JW Marriott, Kuala Lumpur）是位于吉隆坡的五星酒店，由万豪国际酒店集团管理，为该集团的JW万豪酒店品牌。酒店有23层共491间房，20个会议室。

## 历史
杨忠礼集团通过与万豪国际集团合作开发该酒店，斥资8500万美元购入。